# Her Bitter Cup
Her Bitter Cup er en amerikansk stumfilm fra 1916 af Cleo Madison.

## Medvirkende
- Cleo Madison som Rethna.
- Adele Farrington som Mary McDougal.
- William V. Mong som Henry Burke.
- Edward Hearn som Walter Burke.
- Ray Hanford.